# Nanty-Glo, Pennsylvania
Nanty-Glo là một thị trấn thuộc quận Cambria, tiểu bang Pennsylvania, Hoa Kỳ. Năm 2010, dân số của thị trấn này là 2734 người.